# Анатолий Левченко
Анатолий Семьонович Левченко (на украински: Анатолій Семенович Левченко) е съветски космонавт, Герой на Съветския съюз (1987), участвал в един космически полет.

## Биография
Роден е на 21 май 1941 г. в Краснокутск, Харковска област, Украинска ССР, СССР. Завършил средно училище в родния си град (1958), Черниговското висше военоавиационно училище за летци (1964), Школа за летци-изпитатели на Летателния научноизследователски институт (ЛИИ) към Министерството на авиационната промишленост (1971). Капитан от запаса.
През 1964—1970 г. служи във Военновъздушните сили на СССР, първоначално в района на Липецк, а по-късно в Туркмения. През 1971—1977 г. е летец-изпитател на ЛИИ, участвал в изпитанията на изтребители, бомбардировачи и транспортни самолети (усвоил 87 типа и модификации на самолети), при проучвания, насочени към разширяване на ограничените и подобряване характеристиките на бойните изтребители. Занимава се аеродинамични изследвания, настройка на серийното и модернизиране на силовите установки и експерименталното оборудване.
От 1977 г. работи в групата за специална подготовка по програмата „Буран“. Летец-изпитател 1-ви клас (1979). През 1980 е зачислен в състава на отряда на космонавтите-изследователи. Първоначално се планирало да бъде командир на дублиращия екипаж за първия космически полет на кораба „Буран“, заради което прави няколко полета на специален макет на „Буран“ за хоризонтални-летателни изпитания. Заслужил леец-изпитател на СССР (1986). От февруари 1987 г. е заместитник-началник на Отрасловия комплекс за подготовка на космонавти-изпитатели.
21 – 29 декември 1987 г. участва в полет до станцията „Мир“ като космонавт-изследовател с кораба „Союз ТМ-4“ (старт; командир на екипажа – Владимир Титов, бординженер – Муса Манаров) и „Союз ТМ-3“ (кацане; командир на екипажа – Юрий Романенко, бординженер – Александър Александров). Продължителността на полета била 7 денонощия 21 часа 58 минути. Провежда експеримент за изследване възможността за управление на „Буран“ в период на „остра“ адаптация към безтегловността. За този полет му е присвоено званието „Герой на Съветския съюз“ и му е връчен ордена „Ленин“ и медал „Златна звезда“. Веднага след завръщането на земята участва в още един експеримент, за оценка на реакциите на пилота при управлението на „Буран“ след въздействието на факторите на космическия полет.
Скоро след полета заболява тежко – развива възпаление на главния мозък впоследствие и тумор), от което той починал. Погребан на градсктом гробище на гр. Жуковски, Московска област.
На именто на Анатолий Левченко са наречени улици в Уфа и Жуковски, Московска област.